# Bulbophyllum aureobrunneum
Bulbophyllum aureobrunneum là một loài phong lan thuộc chi Bulbophyllum.